# Mandarin Oriental Hotel
Pour les articles homonymes, voir Mandarin Oriental.
Le Mandarin Oriental Hotel est un gratte-ciel de 123 mètres de hauteur construit en 1996 à Kuala Lumpur, en Malaisie.
Il abrite sur 34 étages, un hôtel de la chaine Mandarin Oriental.
Les architectes sont l'agence GDP Architects Sdn Bhd et l'agence Wimberly Allison Tong & Goo